# Feszültségstabilizátor

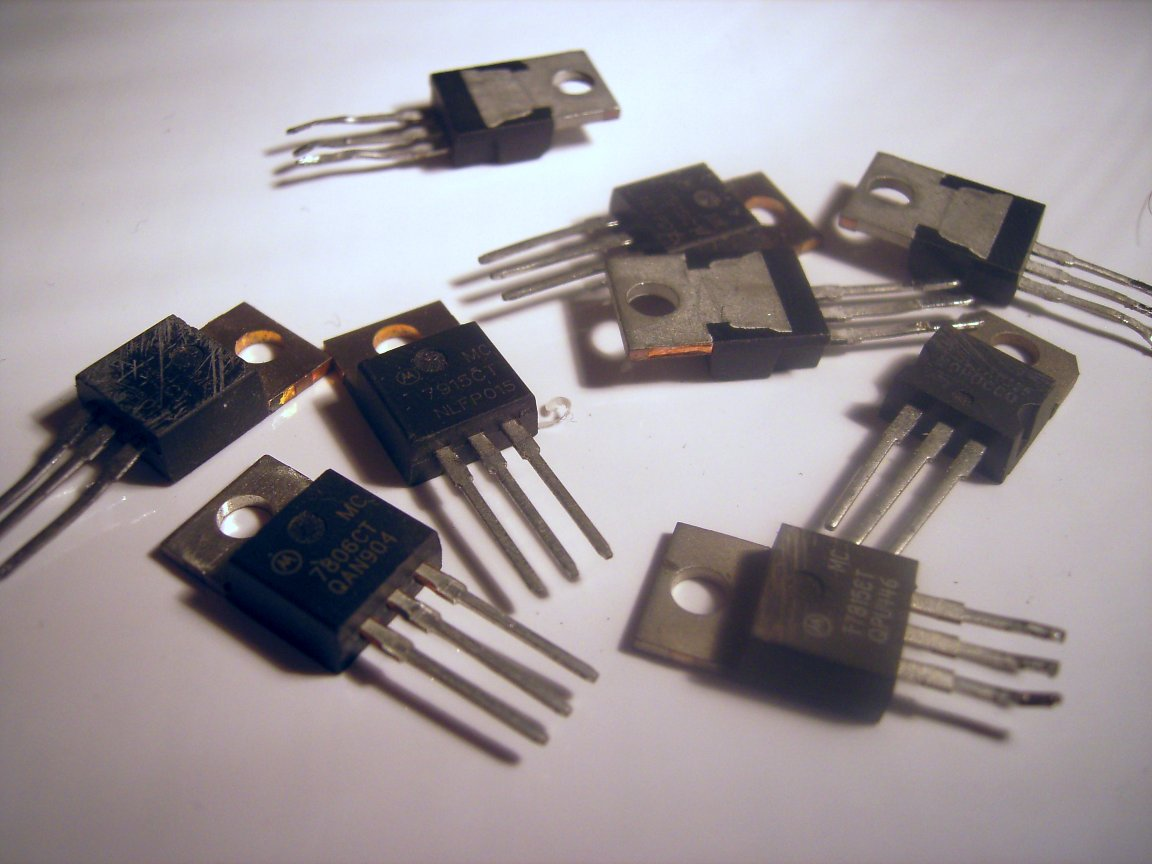
Feszültségstabilizáló integrált áramkörök

A feszültségstabilizátor egy olyan áramköri elem, amely ingadozó bemenő feszültség esetén is állandó értékű kimenő feszültséget biztosít.
A bemenő feszültség ingadozása nem lehet bármekkora, a feszültségstabilizátorok egy meghatározott értéktartományú bemeneti feszültséget képesek csak stabil értéken tartani.
Feszültségstabilizátort leginkább tápegységekben használnak.
Sok esetben nem engedhető meg, hogy a tápfeszültség ingadozzon, ezért stabilizálni kell a kimenő feszültséget. A változásnak két oka lehet, a bemenő feszültség, és a terhelő áram ingadozása. A stabilizátor e hatásokat küszöböli ki.

## A feszültségstabilizátor jellemzői
Ube - bemeneti feszültség. Egy meghatározott értéktartomány között mozoghat. Egy értéktartományt szoktak megadni, Ubemin - Ubemax formában, vagy %-os tűrést határozhatnak meg.
Uki - kimeneti feszültség. Egy pontos feszültségérték, amely a stabilizátor kimenetén mérhető.
Imax - maximális áramerősség amellyel a stabilizátor kimenete terhelhető anélkül, hogy a kimeneti feszültség megváltozna.
A bemeneti és a kimeneti feszültségek értékei rendszerint
{\displaystyle U_{be_{min}}\approx U_{ki}<U_{be_{max}}}
- Ha {\displaystyle U_{be}<U_{be_{min}}} akkor a stabilizátor már nem képes tartani a kimenő feszültséget üzemi értéken. A bemenő feszültség csökkenésével a kimenő feszültség is csökkenni fog.
- Ha {\displaystyle U_{be}>U_{be_{max}}}akkor a stabilizátor kimeneti feszültsége továbbra sem változik meg, viszont a stabilizátoron a földpont felé folyó áram növekedni kezd. A bemeneti feszültség további növelésének hatására a feszültségstabilizátor tönkremegy.

## A Zener-dióda mint feszültségstabilizátor
A Zener-dióda karakterisztikájánál fogva feszültséggenerátoros jellegű, így feszültség stabilizálására alkalmas. A legegyszerűbb stabilizátor egy Zener-diódából és egy ellenállásból építhető fel, ezt elemi stabilizátornak nevezik.
Az elemi stabilizátorokat elsősorban állandó terhelésre alkalmazzák, a bemenő feszültség ingadozásának kiküszöbölésére. A Zener-diódás stabilizátort csak kis terhelő áramra alkalmazhatják.

### Egylépcsős stabilizálás
A Zener-diódás stabilizátorok méretezése gyakorlatilag az R1 soros ellenállás meghatározására korlátozódik. Ennek jó megválasztása esetén a munkapont beállítás akkor megfelelő, ha a stabilizáló elem munkapontja a bemeneti feszültség és a terhelőáram szélsőséges értékeinél is a működési tartományba marad.
A V2 feszültséggenerátorral időben lineárisan növekvő feszültséget generálunk, a növekedés 1 V/s. R1 100 Ω-os ellenálláson keresztül tápláljuk a D1 1N4738 tipusú Zener-diódát. A Pr1 mérőműszerrel a stabilizátor kimenő feszültségét, a Pr2 mérőműszerrel pedig a D1 diódán áthaladó stabilizálási áramot mérjük.
Az 1N4738 tipusú Zener-dióda fontosabb paraméterei:
- Névleges letörési feszültség: 8,2 V (Nominal Zener voltage)
- Optimális átfolyási áram: 31 mA
- Maximális átfolyási áram: 110 mA

A kapcsoláson tranziens szimuláció lett végezve, másodpercenként 1 V feszültségemeléssel, tehát az idővonalon a másodperc értékek megegyeznek a bemeneti feszültség pillanatnyi értékével.
A szimuláció során készült diagramon látható, hogy amikor a bemeneti feszültség 8,2 V-ra emelkedett, elértünk egy olyan pontot, hogy a bemeneti feszültséget tovább emelve a kimeneti feszültség nem változik jelentősen. Ezzel be is határoltuk, hogy Ubemin = 8,2 V. 

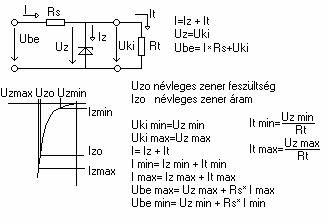

Az Pr2 árammérő által mért értékekből is készült diagram, itt megfigyelhető, hogy 8,2 V alatt az emelkedő bemeneti feszültség hatására változatlanul nem folyik áram a D1 diódán. Amikor a bemenő feszültség eléri a 8,2 V-ot, a diódán átfolyó áram a bemenő feszültséggel arányosan növekszik. A diagram segítségével behatárolható, hogy mely feszültségérték tartozik a D1 dióda által elviselhető maximális áramerősséghez. Ez a feszültségérték lesz a stabilizátor maximális bemenő feszültsége. Ubemax = 18,8 V. 
A Zener-dióda gyártója megadta azt az áramerősség értéket is, amely során a működési teszteket végzik (test current). Ez az érték 31 mA. A hozzá tartozó bemeneti feszültség értéke Ube=11,5 V.
Az Uki értéke a működési tartományban nem változik lényegesen, körülbelül 8,2..8,6 V, annak ellenére hogy a Ube értéke 8,2–18,8 V között változik.

### Kétlépcsős stabilizálás

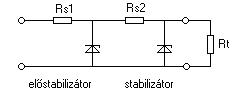

Sokkal nagyobb stabilitást érhetünk el, ha a stabilizálást két Zener-diódával végezzük, két lépcsőben. Viszont itt sokkal kisebb a stabil feszültség értéke, mint a stabilizátor bemeneti feszültsége, továbbá még kisebb terhelőárammal terhelhető.
Az R1-D1 kör egy előstabilizátor, amit tovább stabilizálunk egy újabb, R2-D2 stabilizátorral. A stabilizátor és a terhelőellenállás feszültségesést okoz az előstabilizátor feszültségére:
A diagram első szakaszában csak a terhelőellenállás okoz feszültségesést, mindaddig, amíg a D1 diódán mérhető feszültség el nem éri a D1 dióda letörési feszültségét.
Amikor a D2 dióda is eléri a letörési feszültséget, onnantól a bemeneti feszültség hatására a kimeneten nem tapasztalható további feszültégemelkedés. A kapcsolás ennél a bemeneti feszültségnél éri el a stabil szakaszt. Megállapítható, hogy Ubemin=10V. Ettől a ponttól a stabilizátor Uki=4,9V körüli stabil feszültséget biztosít.
Az áramdiagramról leolvasható, hogy a D2 dióda árama el sem érheti a maximális stabilizálóáramot, így az Ubemax értékét a D1 dióda maximális stabilizálóárama határolja be, ami ID1max=110 mA. A hozzátartozó bemeneti feszültség 16V, így behatárolható, hogy Ubemax=16V.

## Erősítőelemet tartalmazó feszültségstabilizátorok
Belátható, hogy az egyszerű Zener-diódás feszültségstabilizálás nem hatékony, mivel:
- jóval nagyobb bemeneti feszültséget igényel, mint amennyi stabil kimenő feszültséget szolgáltat
- csak kis árammal terhelhető
- a terhelőellenállás változása megváltoztatja a kimeneti feszültséget

Elemi stabilizátorral csak az eszközök szűk köre táplálható, viszont alkalmasak valamilyen erősítőelem (tranzisztor, FET, elektroncső) számára stabil vezérlőfeszültséget biztosítani, így tervezhetők olyan kapcsolások is, amelyek nagy terhelőáram mellett is adhatnak stabil kimeneti feszültséget, továbbá a terhelőáram változása sem gyakorol jelentős befolyást a kimenő feszültségre. Az ilyen kapcsolásoknál a terhelőáram maximális értékét az erősítőelem paraméterei határozzák meg.

### Feszültségstabilizálás tranzisztorral
A feszültségstabilizálás áteresztő tranzisztorral oldható meg. Az Ube bemeneti feszültséget a tranzisztor kollektorára kapcsoljuk, az Uki kimeneti feszültséget a tranzisztor emitterén mérhetjük. 
A tranzisztor áteresztésének mértékét a tranzisztor bázisára kapcsolt feszültséggel lehet szabályozni. Ha a tranzisztor bázisára állandó feszültséget kapcsolunk, akkor elérhető, hogy a tranzisztor emitterén is állandó feszültséget kapjunk akkor is, ha a kollektor feszültsége (egy bizonyos határon belül) változik. A tranzisztoros feszültségstabilizátorra is igaz, hogy Uki < Ube
Hogy a tranzisztor bázisán állandó feszültség legyen, azt úgy is elérhetjük, hogy a bemeneti feszültséget Zener-diódával stabilizáljuk, és ezt a stabilizált feszültséget kapcsoljuk a tranzisztor bázisára. Ezt a szabályozó feszültséget nevezzük referenciafeszültségnek.
Így elértük, hogy a kimenet terhelésével már nem a stabilizáló áramkört terheljük, hanem az áteresztőtranzisztort.
Az alábbi ábrán egy BD135 tranzisztorral megvalósított 12V-os stabilizátorkapcsolás látható:
A BD135 tranzisztor áteresztő módban 300 mA terhelést tud elviselni tartósan (hűtőbordával 1A körül), az R3 terhelőellenállás ezt a terhelést adja. A kapcsolás így egy 12V -os 4W-os eszköznek képes biztosítani tápfeszültséget.
A referenciafeszültséget a D1 1N4743 13V-os Zener-dióda stabilizálja. Az R1-C1 egy szűrő, amely a maradék búgófeszültséget szűri ki. Ezt a szűrt feszültséget vazetjük a Zener-diódára az R2 ellenálláson keresztül. Ha a tranzisztor bázisára búgófeszültség kerülne, azt a tranzisztor felerősítené.
A Pr1 árammérővel a a stabilizálóáramot, a Pr2 feszültségmérővel a kimenő feszültséget mérjük.
A diagramon a piros vonal jelzi a 33Ω-os terheléssel mért kimenő feszültséget. A kék pedig 3,3 kΩ-os terheléssel mért kimenő feszültséget mutatja. Jól látható, hogy a terhelőáram drasztikus esésének hatására is a kimeneti feszültség viszonylag stabil marad.
A stabilizátor a stabil állapotot a maximális terhelés mellett 14 V-os bemeneti feszültségnél éri el, tehát az Ubemin értéke 14V. A bemeneti feszültséget tehát észszerű 15-18 V körül megválasztani.
Az 1N4743 diódán átvihető maximális stabilizálóáram 69 mA.
A diagramon látható, hogy 20V bemenő feszültségnél sem éri el a maximálisan megengedett stabilizáló áramot (10mA).

### Több tranzisztoros feszültségstabilizátorok
Az egy tranzisztoros feszültségstabilizátoroknál az áteresztőtranzisztor áteresztőképességét változtattuk a Zener-dióda által létrehozott stabil feszültséggel oly módon, hogy azt a tranzisztor bázisára vezettük. Ezzel elértük, hogy a stabilizátor kimeneti feszültsége (észszerű méretű) terhelés hatására sem változott meg. Ezzel a megoldással csak kisebb teljesítményű feszültségstabilizátorok építhetők.
A nagyobb teljesítményű tranzisztorok vezérlése nagyobb bázisáramot igényel, az elemi stabilizátor stabilizáló árama pedig korlátozott. Ha egy teljesítménytranzisztor vezérlése nagyobb bázisáramot igényel mint az elemi stabilizátor stabilizáló árama, újabb tranzisztoros fokozatot kell tervezni a stabilizátor és a teljesítménytranzisztor bázisa közé. Ebben az esetben egy tranzisztoros feszültségstabilizátort használunk a teljesítménytranzisztor vezérlésére. 
Lehetőség van arra is, hogy egy potenciométerrel szabályozhassuk a kimenő, stabil feszültség értékét:

## Feszültségstabilizáló integrált áramkörök
A feszültségstabilizáló integrált áramkörök (IC) is a Zener-diódára épülnek. Itt egy tokba van beleintegrálva az elemi stabilizátor és a szükséges erősítőáramkörök. Rendszerint három kivezetése van:
1. Bemenő, stabilizálandó feszültség
2. Földpont
3. Kimenő, stabilizált feszültség

A stabilizátor IC-k paramétereit katalógus tartalmazza. Példaként néhány:
L78*: https://www.st.com/resource/en/datasheet/l78.pdf
| Part number       | Description                                                         |
| ----------------- | ------------------------------------------------------------------- |
| LM105 LM305       | Adjustable positive voltage regulator (4.5 V-40 V)                  |
| LM109 LM309       | 5-volt regulator (up to 1 A)                                        |
| LM117 LM317       | Adjustable 1.5 A positive voltage regulator (1.25 V-37 V)           |
| LM120 LM320       | Fixed 1.5 A negative voltage regulator (-5 V, -12 V, -15 V)         |
| LM123 LM323       | Fixed 3 A, 5-volt positive voltage regulator                        |
| LM325             | Dual ±15-volt voltage regulator                                     |
| LM330             | 5-volt positive voltage regulator, 0.6 V input-output difference    |
| LM333             | Adjustable 3 A negative voltage regulator (-1.2 V to -32 V)         |
| LM137 LM237 LM337 | Adjustable 1.5 A negative voltage regulator (-1.2 V to -37 V)       |
| LM138 LM338       | Adjustable 5 A voltage regulator (1.2 V-32 V)                       |
| LM140 LM340       | 1 A positive voltage regulator (5 V, 12 V, 15 V), can be adjustable |
| LM341 LM78Mxx     | 0.5 A protected positive voltage regulators (5 V, 12 V, 15 V)       |
| LM145 LM345       | Fixed 3 A, -5-volt negative voltage regulator                       |
| LM150 LM350       | Adjustable 3 A, positive voltage regulator (1.2 V-33 V)             |
| LM723             | Low power variable voltage regulator                                |
| LM78xx            | Fixed 1 A positive voltage regulators (5 V-24 V)                    |
| LM79xx            | Fixed 1.5 A negative voltage regulators (-5 V, -12 V, -15 V)        |

A stabilizátor IC-k előnye, hogy egy tokban benne van a komplett stabilizátor kapcsolás, használatukkal a tápegységek tervezése és építése is egyszerűbben, gyorsabban megvalósítható.
Stabilizátor IC-ket különösen előnyös olyan tápegységekben alkalmazni, amelyek több ágban különféle feszültségeket állítanak elő.